# Grand Prix tennis circuit
Le Grand Prix tennis circuit est un circuit professionnel de tennis masculin qui dure entre 1970 et 1989.
Concurrencé par le World Championship Tennis, il s'agit du plus important des deux circuits qui ont précédé l'avènement de l'ATP Tour, le système actuel.